# Roberto Crippa
Gaetano detto Roberto Crippa (né le 7 mai 1921 à Monza – mort le 19 mars 1972 à Bresso) est un peintre, graveur et sculpteur italien. Il est rattaché au mouvement spatialiste.

## Biographie
Roberto Crippa est mort dans un accident d’avion pendant un vol d'entraînement sur l'aéroport de Bresso, avec son élève Piero Crespi.